# Can Solà (Arenys de Mar)
Can Solà és una obra d'Arenys de Mar (Maresme) inclosa en l'Inventari del Patrimoni Arquitectònic de Catalunya.

## Descripció
Casa que fa cantonada. Té tres plantes i està molt ben composta. La cantonada és corba, amb obertures molt ben resoltes. Pilastres en baix relleu que compartimenten una façana cega junt amb les cornises. Obertures remarcades, com a coronament hi ha una balustrada d'obra. Situada a una cantonada de carrers de cases entre mitgeres.